# 송이 분해 성질
양자장론에서 송이 분해 성질(영어: cluster decomposition property)은 양자장론의 국소성을 나타내는 성질이다.

## 정의
{\displaystyle A_{i}} ({\displaystyle i\in I})가 각각 어떤 영역에 국소화된 연산자라고 하자. 또한, {\displaystyle U(y)}가 공간꼴 벡터 {\displaystyle y\in \mathbb {R} ^{d}}만큼의 병진 이동(translation)을 나타내는 유니터리 연산자라고 하자. 만약 {\displaystyle I=I_{1}\sqcup I_{2}} (서로소 합집합)이고, {\displaystyle I_{1}}에 속한 연산자들을 병진 이동시킨다고 하자. 그렇다면, {\displaystyle I_{1}}에 속한 연산자들을 충분히 이동시킨다고 하면, {\displaystyle I_{1}}과 {\displaystyle I_{2}}에 속한 연산자들은 각각 독립적이게 된다. 구체적으로,
{\displaystyle \lim _{|y|\to \infty }\langle A'_{1}\cdots A'_{n}\rangle -\langle \prod _{i\in I_{2}}A_{i}\rangle \langle \prod _{i\in I_{1}}U(a)A_{i}U^{-1}(a)\rangle =0}
이다. 여기서 {\displaystyle \langle \cdots \rangle }은 진공 기댓값이고,
{\displaystyle A'_{i}={\begin{cases}U(y)A_{i}U^{-1}(y)&i\in I_{1}\\A_{i}&i\in I_{2}\end{cases}}}
이다.
송이 분해 성질은 국소적 양자장론에서 진공이 순수 상태일 때 성립한다. 만약 여러 개의 진공 상태들이 있고, 진공이 이러한 여러 진공 상태들의 상태 밀도로 나타내어진다면 이는 성립하지 않을 수 있다.

## 참고 문헌
- Weinberg, Quantum Theory of Fields, vol 2.